# Санфорд (Северная Каролина)
Санфорд (англ. Sanford) — город и административный центр округа Ли в штате Северная Каролина, США.
По данным переписи 2010 года, население города составляет 28 518 человек.

## География
По данным Бюро переписи населения США, площадь города составляет 62 км², из которых 62,3 км² занимает суша и 0,26 км² вода.

## История
Город назван в честь C. О. Санфорда, железнодорожного инженера-строителя, который прокладывал железную дорогу на территории современного города Санфорда.